# Typhochrestus curvicervix
Espèce
Synonymes
- Diplocephalus curvicervix Denis, 1964

Typhochrestus curvicervix est une espèce d'araignées aranéomorphes de la famille des Linyphiidae.

## Distribution
Cette espèce est endémique de Tunisie.

## Publication originale
- (en) Jacques Denis, « On a collection of erigonid spiders from North Africa », Proceedings of the Zoological Society of London, vol. 142,‎ 1964, p. 379-390 (ISSN 0269-364X).